# Yves Urvoy de Portzamparc
Pour les articles homonymes, voir Portzamparc.
Pour les autres membres de la famille, voir Famille Urvoy.
Yves Urvoy de Portzamparc, né à Cholet le 23 juin 1885, mort à Toulon le 13 février 1965, est un contre-amiral français.

## Biographie
Yves Urvoy de Portzamparc est le fils de Louis Stanislas Anne Marie Urvoy de Portzamparc et de Joséphine Noémie Rousselot. Il entre à l'École navale en 1903 et en sort aspirant.
Enseigne de vaisseau en 1908, il prend part aux opérations sur les côtes du Maroc

Pendant le premier conflit mondial, il est blessé lors des opérations des Dardanelles le 4 mai 1915

Lieutenant de vaisseau en 1916, il commande le torpilleur 322 à Dunkerque en 1917. Il s'illustre lors des opérations sur les côtes de Belgique. Il entre le premier à Ostende le 18 octobre 1918.
Capitaine de corvette en 1923, il commande le torpilleur Commandant-Lucas en 1924 dans l'escadre de la Méditerranée, puis il commande la flottille de dragage de Cherbourg en 1925.
capitaine de frégate le 30 janvier 1928 il commande le contre-torpilleur Chacal en 1931. La même année, il est nommé chef des 1er et 4e bureaux à l'État-Major de la 3e Région maritime à Toulon.
Il est nommé sous-chef d'État-major en 1934, puis chef d'État-major à Bizerte en 1936.

capitaine de vaisseau en 1937 il commande le cuirassé Provence.

En 1939, il commande la 2ème flottille de torpilleurs et a sa marque à bord du Cyclone. Il se distingue par ses actions contre les sous-marins en Manche et en Mer du Nord.

Avec ses torpilleurs, il prend une large part dans l'évacuation de Dunkerque et le Cyclone parvient à évacuer 733 soldats le 29 mai 1940. Plusieurs de ses torpilleurs seront coulés lors de ses durs combats (Adroit, Foudroyant, Bourrasque, Orage, Siroco...).
Après l'évacuation de Dunkerque, il dirige l'évacuation de la Basse-Seine en qualité de délégué de l'Amirauté à Rouen.
contre-amiral en 1940, il est affecté à Toulon.
Il quitte le service actif en juin 1942 mais est rappelé pour prendre le commandement de l'arrondissement maritime de Lorient.
En octobre 1943, il cesse toute activité et il est versé dans la 2ème section de officiers généraux.